# DRIVE IN JAPAN
『TOYOTA DRIVE IN JAPAN』（トヨタ・ドライブ・イン・ジャパン）は、2014年10月1日から2022年3月25日までJ-WAVEをはじめJAPAN FM LEAGUE各局で放送されていた番組。

## 概要
トヨタ自動車による単独提供で番組の制作はJ-WAVEが担当していた。なお、放送日が祝祭日やお盆および年末年始の場合、J-WAVEでは『J-WAVE HOLIDAY SPECIAL』として特番編成となるため、その回に限り放送休止となっていた。
2022年に行われるJ-WAVEをはじめとしたJFLの番組改編により、2022年3月25日をもって当番組とJFL系列金曜16時台の番組枠が終了。これにより、2009年4月3日放送開始の『Netz STYLE STUDIO』から通算13年間の歴史に幕を閉じた。また、トヨタ自動車提供によるJFL系列金曜16時台の番組枠は廃枠となり、JFL5局同時ネットは日曜18時に放送している「UR LIFESTYLE COLLEGE」だけとなった。

## ドライブレポート（2014年 - 2022年）
本番組のメイン企画。番組パーソナリティの2人がトヨタの新型車に乗り込んで日本各地へドライブに出かけ、様々な観光スポットやご当地グルメを楽しむ。車内トークや観光スポットでのレポートに番組が独自に選曲した洋楽のドライブミュージックを織り交ぜた構成となっており、ドライブに出かける場所や使用車両は月替わりとなっていた。ドライブに出かける場所は関東地方（J-WAVEの受信地域のみ）を中心として、JFL加盟局のある地域（北海道、愛知、大阪、福岡）へ出張ロケを実施することがある。車内トークでの部分は、訪問先の観光スポットやカーライフにまつわる話題を中心に、番組内で乗車しているトヨタ車についてのインプレッションやドライブの楽しさを語り合うなど、自動車とドライブの魅力を全面的に打ち出しているのが特徴であった。

## みんなのドライブ（2020年 - 2022年）
2020年4月、新型コロナウイルスの感染拡大による「緊急事態宣言」の発令によって急遽「外出を控えて音楽でドライブ気分！」と銘打ち、約2か月間に渡り山口と浦浜がJ-WAVEのスタジオから番組を放送した。本企画ではパーソナリティーの2人が自動車やドライブ旅行などカーライフにまつわる話を中心に、リスナーからのメッセージやドライブで聴きたい楽曲（洋楽に限らず邦楽もリクエスト可能）などリクエストに応じたり、番組インスタグラムに投稿された写真を紹介している。同年7月より「みんなのドライブ」として月1～2回のレギュラー企画へと昇格し、毎月の最終週（4週目もしくは5週目）もしくは緊急事態宣言によるドライブロケの実施が不可能な際の代替企画として放送されていた。なお、本企画のみ浦浜が山口と一緒にオープニングとエンディングに出演する。なお本企画の最終回となる2022年1月の放送回では、前述のドライブロケで訪れた滞在先での収録が行われた。

## アリちゃんドライブ（2020年 - 2021年）
2020年1月より開始した不定期のレギュラー企画。本番組の2代目パーソナリティに就任した2017年に自動車の運転免許を取得した浦浜が、クルマやカーライフについて学ぶため自動車のイベントや新型車の試乗会等を自ら取材。なお、本企画において山口は浦浜に同行せずナレーションとして出演していた。

## パーソナリティ
- 細川茂樹（メイン 2014年10月 - 2017年3月）、女性ゲスト（サブ 2014年10月 - 2017年3月 ※月替わり）
- 山口智充（メイン 2017年4月 - 2022年3月）、浦浜アリサ（サブ 2017年4月 - 2022年3月）[注 5]

## 放送時間
- 毎週金曜日 16:00 - 16:30（JST）

## テーマ曲
- エンディングテーマ曲：Richard Tee  "Now"

## 歴代のトヨタ自動車提供番組
いずれも同時間帯に放送していた。
- Netz STYLE STUDIO
- TOYOTA ROAD TO TOMORROW
- TOYOTA FRIDAY DRIVE WITH ELLIE